# سكوت بورتر
سكوت بورتر (بالإنجليزية: Scott Porter) هو لاعب دوري الرغبي أسترالي، ولد في 3 يناير 1985 في Sutherland, New South Wales ‏ في أستراليا.